# Байрак Микола Михайлович
Байрак Микола Михайлович (16 січня 1884, с. Гадинківці, Гусятинський повіт — 18 березня 1950, м. Львів) – педагог, сотник УГА. Брат сотника-судді Дмитра Байрака. 

## Життєпис
Народився у селі Гадинківці (нині Гусятинського району Тернопільської області) в сім’ї селян. 1904 закінчив гімназію в Тернополі, студіював класичні мови в Чернівецькому університеті. Від 1911 викладав в українській гімназії в Сокалі.
З початком Першої світової війни воював в австро- угорській армії на Східному фронті, потрапив у російський полон, вивезений до табору в Казані (нині Республіка Татарстан, РФ). До УГА вступив у листопаді 1918; служив у 2-му полку Січових стрільців у Станиславові; 1 січня 1919 отримав військове звання сотника. Згодом командував підрозділом кінноти на Борщівщині. Після переходу за Збруч був командантом військової залоги в Кам’янці-Подільському. 
У листопаді 1919 захворів на тиф і повернувся в село Губичі (нині Старосамбірського району Львівської області), де проживала його сім’я. Після одужання заарештований польськими властями і відправлений до табору в Тухолі; звільнений з нього 22 листопада 1920. Надалі проживав у Губичах. 1922–30,  1931–39, 1941–44 викладав латинську і грецьку мови, інколи німецьку мову та географію в українській гімназії, одночасно 1938–39 – у педагогічному ліцеї в Дрогобичі. Опікун “Пласту“, керівник гімназійного хору. Також викладав у дівочій вчительській семінарії сестер василіанок, деякий час був її директором. 
Заарештований польською поліцією у вересні 1930 та ув’язнений у тюрмі в Самборі, згодом звільнений. Чільний діяч українського громадського життя в Дрогобичі й повіті: член керівного виділу, від 1936 – заступник голови філії Українського крайового товариства охорони дітей і опіки над молоддю, член управи Бурси імені святого Івана Хрестителя, виділу повітового “Просвіти“ і гуртка “Рідної школи“, співзасновник і перший голова туристично-спортивного товариства “Підгір’я”. Від 1945 проживав у Львові, викладач кафедри класичної філології в університеті.
Помер у Львові. Похований на Личаківському цвинтарі.